# Bronisław Karpiński
Bronisław Grzegorz Karpiński (ur. 9 listopada 1963 w Puławach) – polski samorządowiec, były burmistrz Kamienia Pomorskiego. Brat Włodzimierza Karpińskiego.
W wyborach samorządowych w 2002 roku, startując z listy KWW Liga Samorządowa OTTON uzyskał mandat radnego gminy. W wyborach samorządowych w 2006 roku, kandydował z tego samego komitetu jednocześnie do rady powiatu i na stanowisko burmistrza, uzyskując najpierw mandat radnego, a następnie w II turze głosowania, dzięki uzyskaniu 2425 głosów (50,43%), pokonał Anatola Kołoszuka i został wybrany Burmistrzem Kamienia Pomorskiego. 27 listopada 2006 roku, nazajutrz po wyborze na burmistrza, w drodze uchwały rady powiatu został wybrany wiceprzewodniczącym rady powiatu, co Wojewoda Zachodniopomorski uznał za rażące naruszenie ustawy i stwierdził nieważność przedmiotowej uchwały. W kolejnych wyborach samorządowych w 2010 roku, startując z list tego samego komitetu lokalnego, uzyskał 2705 głosów (61,97%), ponownie pokonał Anatola Kołoszuka i po raz kolejny został wybrany na stanowisko burmistrza. W 2014 roku startując z Komitetu Wyborczego Wyborców Liga Samorządowa Ziemi Kamieńskiej uzyskał 2708 głosów (47.96%) przegrał rywalizację ze Stanisławem Kuryłłą, który zdobył 2938 głosów.
W 2012 roku został odznaczony odznaką honorową „Za Zasługi dla Związku Kombatantów RP i Byłych Więźniów Politycznych”.